# Pestrokrovečník mravenčí
Pestrokrovečník mravenčí (Thanasimus formicarius) je brouk z čeledi pestrokrovečníkovití (Cleridae). Jde o evropský druh, jenž svým areálem rozšíření zasahuje až na Sibiř. V Česku se vyskytuje hojně napříč celým územím.
Jde o asi 7–10,5 mm velkého dravého brouka. Hlava je černě zbarvená, s výraznýma kulatýma očima. Hrudní štít je červený, ve své přední části černý. Patrné je jeho zaškrcení. Krovky jsou asi do své jedné čtvrtiny zbarveny červeně; zbytek krovek je černý, s nápadnými příčnými zvlněnými proužky z bílého pýří. Barevný vzor se může u jednotlivých jedinců různit, obecně však platí, že přední pruh bývá užší a zvlněnější. Spodní partie jsou celistvě červené a končetiny tmavé. Jméno tomuto druhu vynesla myrmekomorfie – štíhlým a válcovitým tělem připomíná spíše mravence než brouka. Larvy jsou štíhlé a pohyblivé, růžového až červeného zbarvení.
Dospělci pestrokrovečníka mravenčího bývají aktivní od jara do podzimu, zejména však od dubna do června. Přezimují pod stromovou kůrou. Jde o aktivní predátory lýkožroutů smrkových (Ips typographus), které pronásledují na kmenech stromů i na složeném dříví. Z tohoto důvodu se typicky vyskytují v jehličnatých lesních porostech a v lesních kulturách bývají užiteční člověku. Pestrokrovečníci se na lov lýkožroutů specializovali; podle studie z roku 1985 vnímají jejich feromony a na základě nich mohou zřejmě detekovat a rozlišovat mezi více různými druhy kůrovců. Tato potravní preference se objevuje již u larev. Samice pestrokrovečníků kladou jednotlivá vajíčka do otvorů v kůře, kde vylíhnuté larvy vyhledávají vajíčka, larvy i kukly lýkožroutů.